# 아틀레티코 모렐리아
아틀레티코 모렐리아(Club Atlético Morelia)는 멕시코 미초아칸주에 있는 모렐리아를 연고지로 하는 축구 클럽이다. 이 팀은 1924년에 설립 되었으며 현재 멕시코 2부리그 격인 리가 데 엑스판시온 MX에 참가하고 있다. 과거 모나르카스 모렐리아(Monarcas Morelia)라는 이름으로 불렸었다.
1981년부터 2020년까지 클럽은 멕시코 최상위 리그에서 활동하며 2000년에 리그 우승을 경험 하기도 했다. 그러나 2020년 6월 2일에 클럽이 마사틀란으로 이전할 것이라고 공식 발표했다. 이전이 끝난 후 마사틀란이 모렐리아가 속해 있던 리가 MX의 자리를 물려받았다. 이전의 모렐리아가 사라지고 마사틀란이 그 자리를 대체한 새로운 팀으로 간주된 것이다.
그러나, 이후 모렐리아는 아틀레티코 모렐리아라는 이름으로 재창단 되어 2022년 리가 데 엑스판시온 MX에서 우승을 차지했다. 이는 클럽의 2부리그 두 번째 타이틀이었다.

## 선수 명단

### 현역
참고: FIFA 자격 규정에 따라 소속된 국가대표팀 국기를 표시합니다. 선수는 복수의 FIFA 비회원국 국적을 가지고 있을 수 있습니다.
| 번호 | 포지션 | 국적     | 이름                |
| ---- | ------ | -------- | ------------------- |
| 8    | FW     |          | 조아오 말렉         |
| 10   | MF     |          | 페르난도 이예스카스 |
| 21   | FW     |          | 라에르테 폴리도로   |
| 31   | FW     | 콜롬비아 | 잔 렌기포           |
| 33   | MF     |          | 비니시우스 코르테스 |

| 번호 | 포지션 | 국적 | 이름 |
| ---- | ------ | ---- | ---- |

## 역대 감독
| 감독               | 임기        |
| ------------------ | ----------- |
| 루벤 오마르 로마노 | 2002 ~ 2004 |
| 루벤 오마르 로마노 | 2012 ~ 2013 |
| 나초 카스트로      | 2025 ~      |